# Austrothaumalea zwicki
Austrothaumalea zwicki är en tvåvingeart som beskrevs av Mclellan 1988. Austrothaumalea zwicki ingår i släktet Austrothaumalea och familjen mätarmyggor. Inga underarter finns listade.